# Okręg wyborczy Lancashire
Okręg wyborczy Lancashire powstał w 1290 r. i wysyłał do angielskiej, a następnie brytyjskiej, Izby Gmin dwóch deputowanych. Okręg obejmował hrabstwo Lancashire. Został zlikwidowany w 1832 r.

## Deputowani do brytyjskiej Izby Gmin z okręgu Lancashire

### Deputowani w latach 1290–1660
- 1601–1604: Richard Hoghton

### Deputowani w latach 1660–1832
- 1660–1661: Robert Bindloss
- 1660–1679: Roger Bradshaigh
- 1661–1665: Edward Stanley
- 1665–1679: Thomas Preston
- 1679–1679: Charles Gerard, wicehrabia Brandon
- 1679–1685: Peter Bold
- 1679–1685: Charles Hoghton
- 1685–1689: James Holt
- 1685–1689: Roger Bradshaigh
- 1689–1694: Charles Gerard, wicehrabia Brandon
- 1689–1690: Charles Hoghton
- 1690–1703: James Stanley
- 1694–1698: Ralph Assheton
- 1698–1698: Fitton Gerard
- 1698–1704: Richard Bold
- 1703–1705: Richard Assheton
- 1704–1705: Richard Fleetwood
- 1705–1713: Charles Zedenno Stanley
- 1705–1750: Richard Shuttleworth
- 1713–1727: John Bland
- 1727–1736: Edward Stanley
- 1736–1741: Peter Bold
- 1741–1771: James Stanley, lord Strange
- 1750–1761: Peter Bold
- 1761–1768: James Shuttleworth
- 1768–1772: lord Archibald Hamilton
- 1771–1774: Charles Molyneux, 1. hrabia Sefton
- 1772–1784: Thomas Egerton
- 1774–1776: Edward Stanley, lord Stanley
- 1776–1780: Thomas Stanley
- 1780–1812: Thomas Stanley
- 1784–1830: John Blackburne
- 1812–1832: Edward Stanley, lord Stanley
- 1830–1831: John Wilson-Patten, torysi
- 1831–1832: Benjamin Heywood